# 예스맨 (영화)
《예스맨》(영어: Yes Man)은 2008년 개봉한 미국과 영국 합작 코미디 영화이다. 페이턴 리드가 감독하고 니컬러스 스톨러, 재러드 폴과 앤드루 모글이 각본을 썼다. 짐 캐리, 조이 데이셔넬, 브래들리 쿠퍼, 존 마이클 히긴스와 테런스 스탬프이 출연한다. 이 영화는 영국의 유머 작가인 대니 월러스가 쓴 동명의 회고록을 바탕으로 극화한 것이다.
본 촬영은 2007년 10월, 로스앤젤레스에서 시작하였다. 2008년 12월 19일 미국에서, 2008년 12월 26일 영국에서 개봉되었다. 전 세계에서 2억 2천 3백만 달러의 흥행 실적을 거두었지만 평단으로부터 엇갈린 평가를 받았다.

## 줄거리
로스앤젤레스에서 은행 대출상담원으로 일하는 칼 앨런은 매사에 부정적인 남자다. 전 부인과 이혼한 후 희망 없는 삶을 살며 주변의 요구는 늘 거절만 한다. 급기야는 절친한 친구인 피터의 약혼식을 잊어버리기까지 하면서 친구 관계까지 망칠 위기에 처했다. 그러던 칼은 어느 날 옛 친구 '닉 레인'을 만난다. 닉은 생기가 없는 칼에게 자기가 다니는 세미나를 소개한다. 늘 "예스"라고 말하면 인생이 즐거워진다면서, 칼네 은행에 거리낌 없이 돌팔매질을 하는 모습을 보여준다.
칼은 반신반의하면서도 닉을 따라 세미나 프로그램에 참여한다. 테런스라는 남자가 나타나 "예스"의 중요성을 설파하자 칼은 무기력하게 대답을 한다. 그러자 테런스가 다가와 칼에게, 모든 일에 "예스"라고 답한다는 서약을 받아낸다. 세미나가 끝난 후 칼은 대뜸 공원까지 차를 태워달라는 노숙자를 만나는데, 거절하려 했지만 닉이 서약을 이야기하자 어쩔 수 없이 그 황당한 요구를 들어준다. 노숙자는 휴대폰도 빌려 쓰고 내리기 전에 용돈을 달라며 무례한 요구를 하지만 칼은 자포자기의 심정으로 노숙자의 요구를 다 들어준다. 노숙자를 내려주고 나니 차의 기름과 휴대폰 배터리가 바닥이 나서 어쩔 수 없이 걸어서 주유소까지 가서 기름을 채워 오기로 한다. 주유소에서 칼은 스쿠터를 타고 온 젊은 여자와 만난다. 그녀의 이름은 앨리슨으로, 칼과 대화한 후 그녀는 칼의 차가 있는 곳까지 스쿠터로 태워주기로 한다. 설레는 기분으로 차에 돌아온 칼에게 앨리슨은 가벼운 키스까지 해주고 떠난다.
칼은 정말로 "예스"를 통해 행운을 얻었다는 생각을 갖게 된다. 그런데 다음날에는 이웃집 틸리 할머니가 집을 고쳐준 보답으로 펠라티오를 해주겠다고 하자 그것은 거절하게 된다. 그런데 거절을 하고 돌아서자 마자 계단에서 굴러 떨어지고 험악한 개에게 위협까지 당하게 된다. "예스"를 하지 않으면 안 좋은 일이 일어난다고 생각한 칼은 할머니의 요구를 받아들인다. 생각 외로 할머니는 실력이 뛰어났고 칼은 "예스"에 확신을 갖는다. 이후 칼은 대출 신청은 다 승인해주고, 친구들의 무리한 부탁도 다 받아주고, 비행기 조종, 한국어 수업, 악기 배우기, 상사의 코스튬 파티 초대, 온라인 데이트 상대 광고 등 모든 일에 "예스"라고 답하며 적극적으로 참여한다. 그리고 이를 이용해 피터의 약혼자의 신부파티(Bridal Shower)를 같이 준비해주다 퉁명스러운 한국인 직원을 유창한 한국어로 구슬리기도 하고, 자살하려는 사람을 기타 연주로 무마시키기도 하며 직장과 친구들로부터의 평판도 좋아지고 승진도 하게 된다.
한번은 거리에서 전단지를 받아들고 밴드 공연을 보러 가는데, 뮌하우젠 바이 프록시(Munchausen by Proxy)라는 그 인디 밴드 공연에 놀랍게도 앨리슨이 보컬을 하고 있었다. 앨리슨의 매력에 반한 칼은 데이트 신청을 하고 둘은 사귀기 시작한다. 칼의 적극적이고 낙관적인 태도 덕분에 둘은 다채로운 데이트를 즐긴다. 주말을 맞아 여행을 떠나기로 한 둘은 공항에서 즉흥적으로 링컨시로 목적지를 정하고, 링컨시에서 또한 즉흥적인 활동을 즐긴다. 우연히 비를 피해 들른 헛간에서 앨리슨은 같이 살자는 제안을 하는데, 칼은 갑작스러운 제안에 선뜻 머뭇거렸지만 곧 반갑게 승낙한다.
그런데 로스앤젤레스로 돌아오니 칼은 갑작스러운 테러리스트 혐의를 받게 된다. 알고보니 그간의 즉흥적인 행동들(갑작스러운 여행, 대출 남발, 비행기 조종과 한국어 실력 습득, 중동 여자와 온라인 만남 등)로 인해 혐의를 사게 된 것이었다. 칼은 변호사인 친구 피터의 도움으로 간신히 혐의를 벗기는 하지만 앨리슨은 이제까지의 언행이 마음에서 우러나온 게 아니라 강제적인 태도 교정 때문이라고 오해를 하고 칼에게 실망하여 떠나 버린다. 이후 칼은 예스맨의 삶을 지속하기는 하지만 앨리슨과 헤어진 것 때문에 침울한 나날을 보낸다.
피터의 약혼자의 신부파티를 치르던 중에 칼은 전 부인 스테퍼니의 만나자는 전화를 받는다. 스테퍼니는 재혼한 남편과 헤어진 것 때문에 우울해 하고 있었다. 칼은 그녀를 위로해주지만, 그녀의 자고 가라는 부탁은 받아들일 수 없다며 거절을 하고 떠난다. 그리고 그녀의 집을 나서자 마자 곧 봉변을 당하게 된다. 칼은 예스맨으로서의 삶에 대한 의문을 갖고 다시 테런스를 찾아가는데 테런스의 차에 갑자기 숨어든 바람에 테런스와 같이 교통사고를 당하게 된다. 같이 입원한 병상에서, 테런스는 "예스" 프로그램은 그저 청중을 끌어모으기 위한 것이었을 뿐 서약도 뭣도 아니었다고 답한다. 칼은 긍정적인 삶을 사는 것이 중요할 뿐 예스냐 노냐는 상관이 없다는 것을 깨닫고, 그 길로 오토바이를 빌려 타고 앨리슨에게로 향한다. 앨리슨은 칼을 처음에는 박대하지만 칼의 진실된 고백에 그와 재결합을 받아들인다. 이후 칼과 앨리슨은 전처럼 다시 활동적인 연애를 이어가게 된다.

## 출연
- 짐 캐리 - 칼 앨런 역
- 조이 데이셔넬 - 앨리슨 역
- 브래들리 쿠퍼 - 피터 역
- 존 마이클 히긴스 - 닉 레인 역
- 리스 다비 - 노먼 역
- 메일리 플래너건 - 재닛 역
- 대니 마스터슨 - 루니 역
- 테런스 스탬프 - 테런스 번들리 역
- 사샤 알렉산더 - 루시 번스 역
- 몰리 심스 - 스테파니 역
- 에런 다카하시 - 리 역
- 피오눌라 플라나건 - 틸리 역
- 숀 오브라이언 - 테드 역
- 존 코스런 - 트위드 역
- 스펜서 개릿 - 멀택 역
- 로키 캐럴 - 웨슬리 T. 파커 역.
- 비비언 방 - 수미 역
- 루이스 구스만 - 투신 자살 시도자 역
- 안 스타 - 대회 참가자 역 (크레딧에 안올라감)
- 대니 월리스 - 대회 참가자 역 (크레딧에 안올라감)
- 브렌트 브리스코 - 노숙자 역

## 평가
씨네21의 김용언 기자는 본 영화를 '버락 오바마 시대의 성인동화'로 표현하면서 서구적인 직선적 세계관과 긍정적 삶에 대한 믿음을 담고 있고, 그로 인해 발생하는 영화의 나이브한 점을 지적하였다. 그리고 짐 캐리가 없었으면 심심했었을 영화라고 단평을 내렸다.